# Wilhelm Solheim
Wilhelm G. Solheim II (Champaign, 19 de novembro de 1924 – 25 de julho de 2014) foi um antropólogo norte-americano, reconhecido como um grande especialista na arqueologia do Sudeste Asiático, e como um pioneiro no estudo da arqueologia pré-histórica das Filipinas e Sudeste Asiático. É talvez mais lembrado, no entanto, por desenvolver a hipótese da existência da Rede de Comunicação e Comércio Marítimo Nusantao, uma das duas hipóteses dominantes sobre o povoamento da região da Ásia-Pacífico durante o Neolítico.